# Eurymerus eburioides
Eurymerus eburioides là một loài bọ cánh cứng trong họ Cerambycidae.